# Узбекистан на Светском првенству у атлетици у дворани 2022.
Узбекистан је учествовао на 18. Светском првенству у атлетици у дворани 2022. одржаном у Београду од 18. до 20. марта. У свом дванаестом учешћу на Светским првенствима у дворани до данас репрезентацију Узбекистана представљале су две атлетичарке које су се такмичиле у скоку увис.,
На овом првенству такмичарке Узбекистана нису освојиле ниједну медаљу али је једна заузела 6 место.
У табели успешности према броју и пласману такмичара који су учествовали у финалним такмичењима (првих 8 такмичара) Узбекистан је са 1 учесником у финалу делила 41. место са 3 бода.
| Плас. | Земља      | 1. место | 2. место | 3. место | 4. место | 5. место | 6. место | 7. место | 8. место | Бр. финал. | Бод. |
| ----- | ---------- | -------- | -------- | -------- | -------- | -------- | -------- | -------- | -------- | ---------- | ---- |
| =41.  | Узбекистан | 0        | 0        | 0        | 0        | 0        | 1        | 0        | 0        | 1          | 3    |

## Учесници
Жене:
- Сафина Садулајева — Скок увис
- Светлана Радзивил — Скок увис

## Резултати

### Жене
| Атлетичарка       | Дисциплина | Лични рекорд | Финале   | Финале  | Детаљи |
| Атлетичарка       | Дисциплина | Лични рекорд | Резултат | Место   | Детаљи |
| ----------------- | ---------- | ------------ | -------- | ------- | ------ |
| Сафина Садулајева | Скок увис  | 1,96 о       | 1,92     | 6 / 12  |        |
| Светлана Радзивил | Скок увис  | 1,97 о       | 1,84 ЛРС | 10 / 12 |        |